# Guus Haak
Guus Haak, de son nom complet Augustinus Wilhelmus Haak, est un footballeur néerlandais né le 17 avril 1937 à La Haye. Il évoluait au poste de défenseur.

## Biographie

### En club
Guus Haak est joueur de l'ADO La Haye de 1956 à 1963,.
En 1963, il rejoint le Feyenoord Rotterdam,.
Guus Haak réalise notamment le doublé Championnat/Coupe des Pays-Bas en 1965 et en 1969,.
Il remporte notamment la Coupe des clubs champions en 1970. Guus Haak rentre durant les prolongations lors de la finale conte le Celtic FC remportée 2-1,.
Après une dernière saison 1970-1971 avec le SVV Scheveningen, il raccroche les crampons,.

### En équipe nationale
International néerlandais, il reçoit 14 sélections en équipe des Pays-Bas pour aucun but marqué entre 1962 et 1965,.
Il joue son premier match en équipe nationale le 11 novembre 1962 contre la Suisse (victoire 3-1 à Amsterdam) dans le cadre des qualifciations pour l'Euro 1964.
Il dispute trois autres matchs de qualifications pour ces éliminatoires.
Il joue le 11 novembre 1962 contre l'Albanie (victoire 2-0 à Rotterdam) pour les qualifications pour la Coupe du monde 1966.
Son dernier match a lieu dans ses mêmes éliminatoires le 7 avril 1964 contre l'Irlande du Nord (match nul 0-0 à Rotterdam).

## Palmarès
Feyenoord Rotterdam
| - Coupe des clubs champions (1) : - Vainqueur : 1969-70. |  | - Championnat des Pays-Bas (2) : - Champion : 1964-65 et 1968-69. - Coupe des Pays-Bas (2) : - Champion : 1964-65 et 1968-69. |